# Karena Lam
Karena Lam (chinois : 林嘉欣 ; pinyin : Lín Jiāxīn ; cantonais Jyutping : Lam4 Gaa1 Jan1 ; cantonais Yale : Làm Gāyān ; pe̍h-ōe-jī : Lîm Ka-him), née le 17 août 1978, est une actrice et chanteuse canado-taiwanaise, née à Vancouver, (Colombie-Britannique).

## Biographie
Son père est Hongkongais, tandis que sa mère est de Taïwan.
Karena était serveuse dans le restaurant de ses parents à Vancouver, où elle a été découverte par un talent scout taiwanais en 1993, à l'âge de quinze ans. Le jeune talent scout l'a persuadée de se rendre à Taiwan à Noël, seule, pour une audition de chant, dans l'espoir qu'elle obtienne un contrat professionnel. L'audition a été réussie et elle a sorti deux albums, son premier en 1995 et son deuxième un peu plus tard, en 1999. Toutefois, les deux albums ont eu un succès assez moyen.
Ses débuts au cinéma en 2002 a changé tout cela et l'a propulsée au rang des vraies stars. Karena a joué dans deux films hongkongais à succès la même année, remportant les prix suivants : « La meilleure actrice dans un second rôle » et « La meilleure actrice pour un rôle principal », dans July Rhapsody dirigé par Ann Hui (2002, Hong Kong Film Awards), et dans Inner Senses de Lo Chi Leung, (Taïwan, Golden Horse Film Festival), elle gagne le prix « Une actrice talentueuse, jeune, et marquant le début de sa carrière cinématographique ».
En 2005, Karena Lam interprète un rôle assez difficile dans le film d'horreur Home Sweet Home, dans lequel elle joue une malade mentale horriblement déformée.
En 2014 elle est membre du jury du 38e Festival international du film de Hong Kong.
En 2016 elle est membre du jury du 19e Festival international du film de Shanghai.

## Filmographie[2],[3]
| Année | Titre                                       | Rôle          | Notes |
| ----- | ------------------------------------------- | ------------- | --- |
| 2002  | Tiramisu 戀愛行星                           | Jane Chan     | |
| 2002  | Inner Senses 異度空間                       | Cheung Yan    | Prix : « Une actrice talentueuse, jeune, et marquant le début de sa carrière cinématographique », aux Hong Kong Film Awards.                                   |
| 2002  | July Rhapsody 男人四十                      | Choy-Lam      | Prix : « La meilleure actrice dans un second rôle » et « La meilleure actrice pour un rôle principal » aux Hong Kong Film Awards Nommée aux Golden Horse Award |
| 2003  | Heroic Duo 雙雄                             | Brenda        | |
| 2003  | Truth or Dare: 6th Floor Rear Flat 六樓后座 | Elle-même     | |
| 2003  | The Floating Landscape 戀之風景             | Maan          | Nommée : Hong Kong Film Awards |
| 2004  | Six Strong Guys 六壯士                      | Ding Ding     | |
| 2004  | Super Model 我要做Model                     | Elle-même     | |
| 2004  | Koma 救命                                   | Suen Ling     | Nommée : Hong Kong Film Awards |
| 2005  | Home Sweet Home 怪物                        | Yim Hung      | Nommée : Hong Kong Film Awards |
| 2005  | Mob Sister 阿嫂傳奇                         | Nova          | Nommée : Hong Kong Film Awards |
| 2005  | It Had to Be You ! 後備甜心                 | Jill          | |
| 2007  | Anna & Anna 安娜與安娜                      | Anna/Siyu     | |
| 2007  | Kidnap 綁架                                 | Lam Hiu-yeung | |
| 2006  | Silk 詭絲                                   | Wei           | |
| 2008  | Claustrophobia 親密                         | Pearl         | Nommée : Hong Kong Film Awards Nommée : Golden Horse Award pour La meilleure actrice                                                                           |
| 2008  | Candy Rain 花吃了那女孩                     | Ricky         | |
| 2008  | Fit Lover 愛情呼叫轉移2                     | Nie Bing      | |
| 2008  | Happy Funeral 六樓后座2家屬謝禮             | Cameo         | |
| 2010  | Lover's Discourse                           | Nancy         | |
| 2010  | Don Quixote (Tang Ji Ke De)                 |               | |
| 2019  | Integrity                                   | Kong Suet-yee | |
| 2019  | La Guerre des Cartels 2                     | Chow Man-fung | |